# Maria Boschetti Alberti
Maria Boschetti Alberti (Montevideo, 23 dicembre 1879 – Agno, 20 gennaio 1951) è stata un'insegnante e pedagogista svizzera-italiana.

## Biografia
Maria Boschetti Alberti nacque a Montevideo in Uruguay da Giuliano e Teofila Ferretti di Bedigliora, un piccolo paese del Canton Ticino, emigrati in Sud America negli anni precedenti. Quarta di otto figli, tra cui Giacomo e Francesco, rientrò in Svizzera insieme al resto della sua famiglia nel 1883. In Svizzera frequentò  la scuola normale di Locarno. Nel 1894 conseguì la licenza che le aprì la strada dell'insegnamento. Insoddisfatta della scuola tradizionale, nel 1916 intraprese un viaggio pedagogico in Italia durante il quale visitò le scuole per anormali di Milano e successivamente di Roma, mostrando interesse principalmente per le classi che seguivano il metodo Montessori. Da questo viaggio trasse spunti importanti per la sua successiva esperienza educativa nella scuola di Muzzano, esperienza che ebbe inizio nel 1917 in una prima - seconda elementare mista e che terminò nel 1924. Nel 1923 Giuseppe Lombardo Radice visitò la scuola di Muzzano. In una nota dell'anno successivo sulla rivista L'Educazione Nazionale, divenuta poi un capitolo di Athena Fanciulla, egli descrisse agli educatori europei i brillanti risultati ottenuti dalla Boschetti Alberti nella scuola ticinese. Dopo la chiusura della scuola di Muzzano, la maestra dovette trasferirsi ad Agno, dapprima nelle classi terza, quarta e quinta e successivamente in una scuola maggiore per ragazzi dagli 11 ai 14 anni. Ad Agno diede compimento alla sua esperienza di scuola nuova che denominò scuola serena, utilizzando l'espressione del Lombardo Radice. La scuola serena si ispirava ai  principi di  libertà, autoeducazione e rispetto del naturale processo di svolgimento dell'allievo. Dopo alcuni iniziali scetticismi e resistenze, nel corso degli anni la Boschetti Alberti ricevette diversi riconoscimenti da autorità nazionali ed estere, anche extraeuropee, come il già citato Giuseppe Lombardo Radice, Adolphe Ferrière, Pierre Bovet e Robert Dottrens ed educatori venuti da ogni parte del mondo come dall'India e dalla Cina. Colpita da grave paralisi nel 1948, morì ad Agno il 20 gennaio del 1951, dopo 51 anni di insegnamento.

## Pensiero pedagogico
Maria Boschetti Alberti descrive la scuola serena come un tentativo di scuola nuova all'interno della scuola comune, fondata sui principi di libertà, ordine, autoeducazione e rispetto dell'individualità dell'allievo. Secondo la maestra ticinese per rispettare la libertà del fanciullo è necessario rispettare le leggi naturali del suo sviluppo. Libertà nella scuola significa per la Boschetti Alberti lasciare al fanciullo piena libertà di maniera e di tempo. La libertà di maniera permette di  tenere in considerazione l'individualità di ognuno, dando all'allievo la possibilità  di apprendere in autonomia e di adottare il metodo che più si confà alle proprie capacità e ai propri interessi. L'insegnante deve pertanto limitarsi a segnalare i principali concetti da apprendere. La libertà di tempo, descritta dalla Boschetti Alberti come un diritto sacrosanto del fanciullo, consente di evitare nell'allievo bruschi cambi di direzione dell'interesse, lasciandolo libero di rimanere concentrato su un argomento fino a che è il proprio interesse a richiederlo e non il cambio di materia imposto dell'insegnante.
Nel rispetto di tali principi,  la giornata scolastica della scuola serena si articola nei seguenti momenti: Accademia scolastica, controllo della materia (individuale o a gruppi), lettura della maestra e lavoro libero durante la mattina; conferenza di uno scolaro su un tema a scelta e lavoro libero nel pomeriggio. L'accademia del mattino prevede letture, poesie, recitazioni, anche in dialetto, su un  argomento deciso dal ragazzo in base al proprio interesse. Questo tipo di attività consente all'allievo di potersi esprimere con creatività di fronte a tutta la classe e, allo stesso tempo, permette all'insegnante di coniugare educazione morale ed educazione estetica. Ogni scolaro ha poi a disposizione un programma riassuntivo partendo dal quale  può dirigere la propria attenzione verso gli argomenti che più lo interessano. Il controllo della  materia  viene svolto dall'insegnante seguendo ogni giorno un'attività diversa, alla quale i ragazzi si dedicano singolarmente o in gruppo. Lo scopo  non è quello di correggere il compito, bensì quello di  verificare il percorso di studio intrapreso da ciascun allievo sulla materia in questione. Durante il lavoro di controllo, la maestra si limita a far sentire il proprio aiuto e la propria opinione, evitando il rischio di cadere nella pedanteria della lezione tradizionale.  Il lavoro libero, invece, si svolge in piccoli gruppi su attività per le quali i ragazzi si sentono maggiormente attratti o che ritengono di dover approfondire.

## Opere
Fra le varie opere si ricordano: Il diario di Muzzano, La scuola serena di Agno, Una confessione di maestra, Il dono di sé nell'educazione. Nel 1998 la TSI (Televisione svizzera di lingua italiana) ha realizzato un documentario sulla sua vita e sulla sua attività di educatrice.